# Nacht

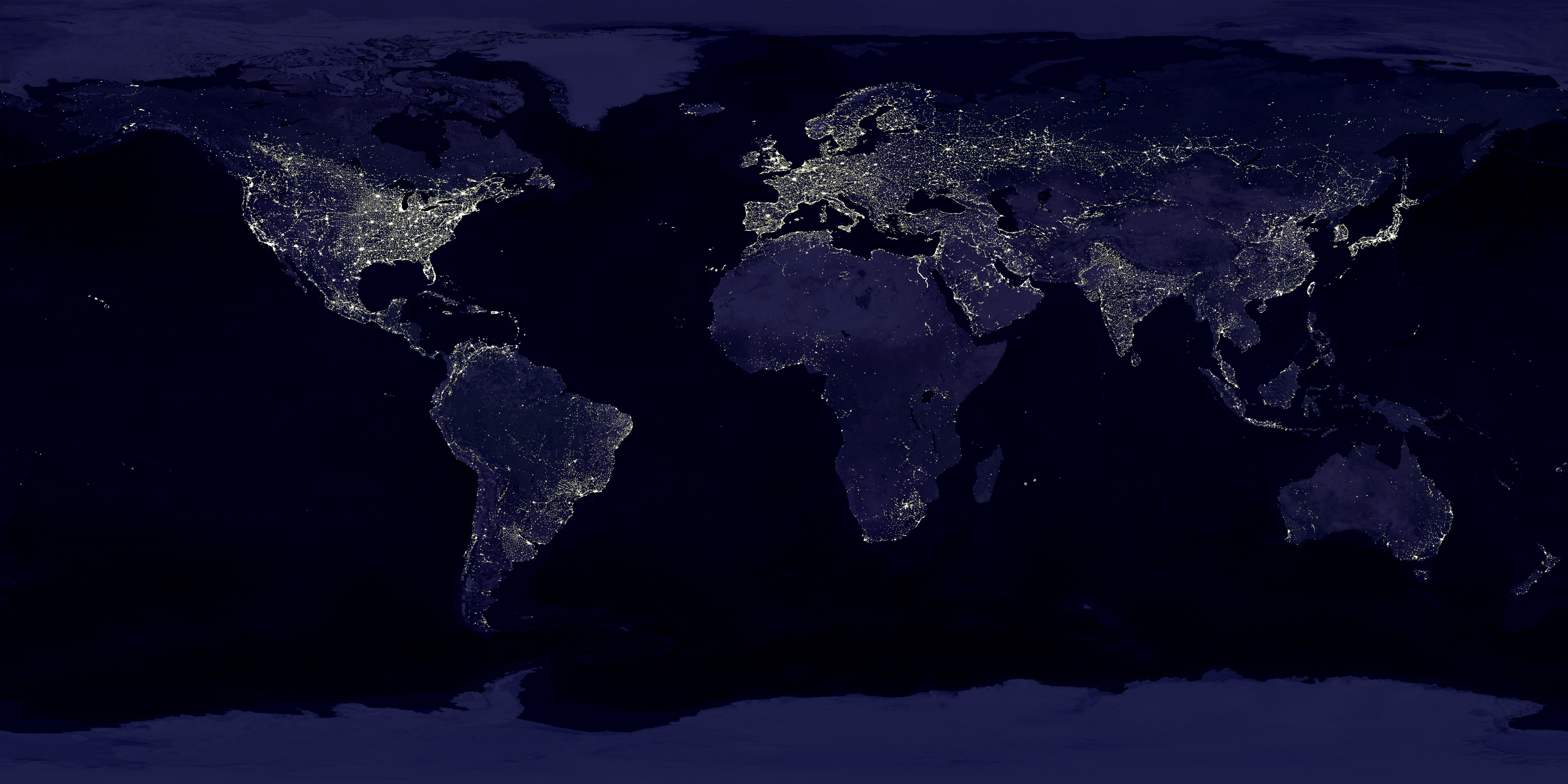
Samengestelde satellietfoto van de aarde bij nacht

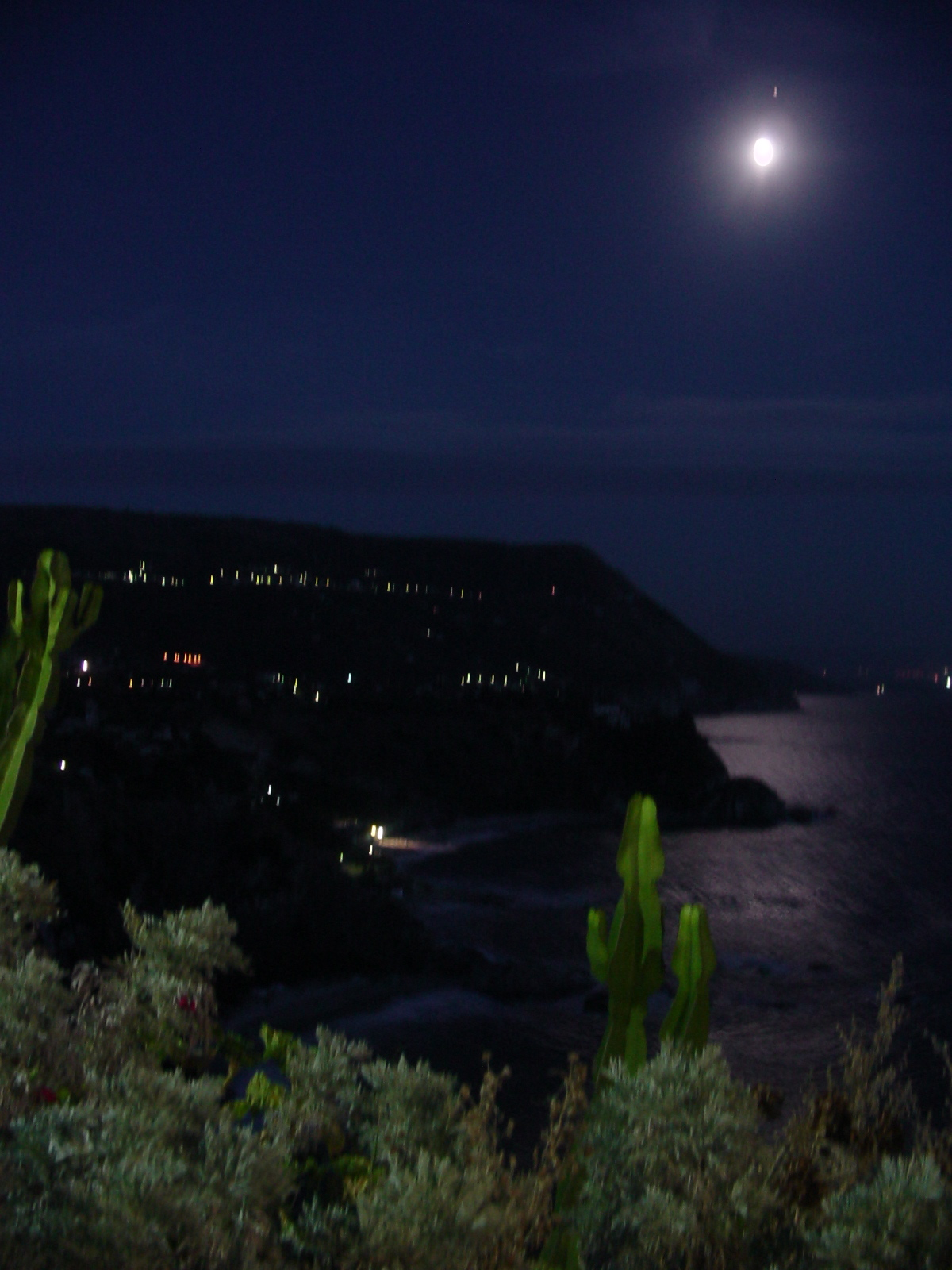
Een volle-maansnacht in Ricadi

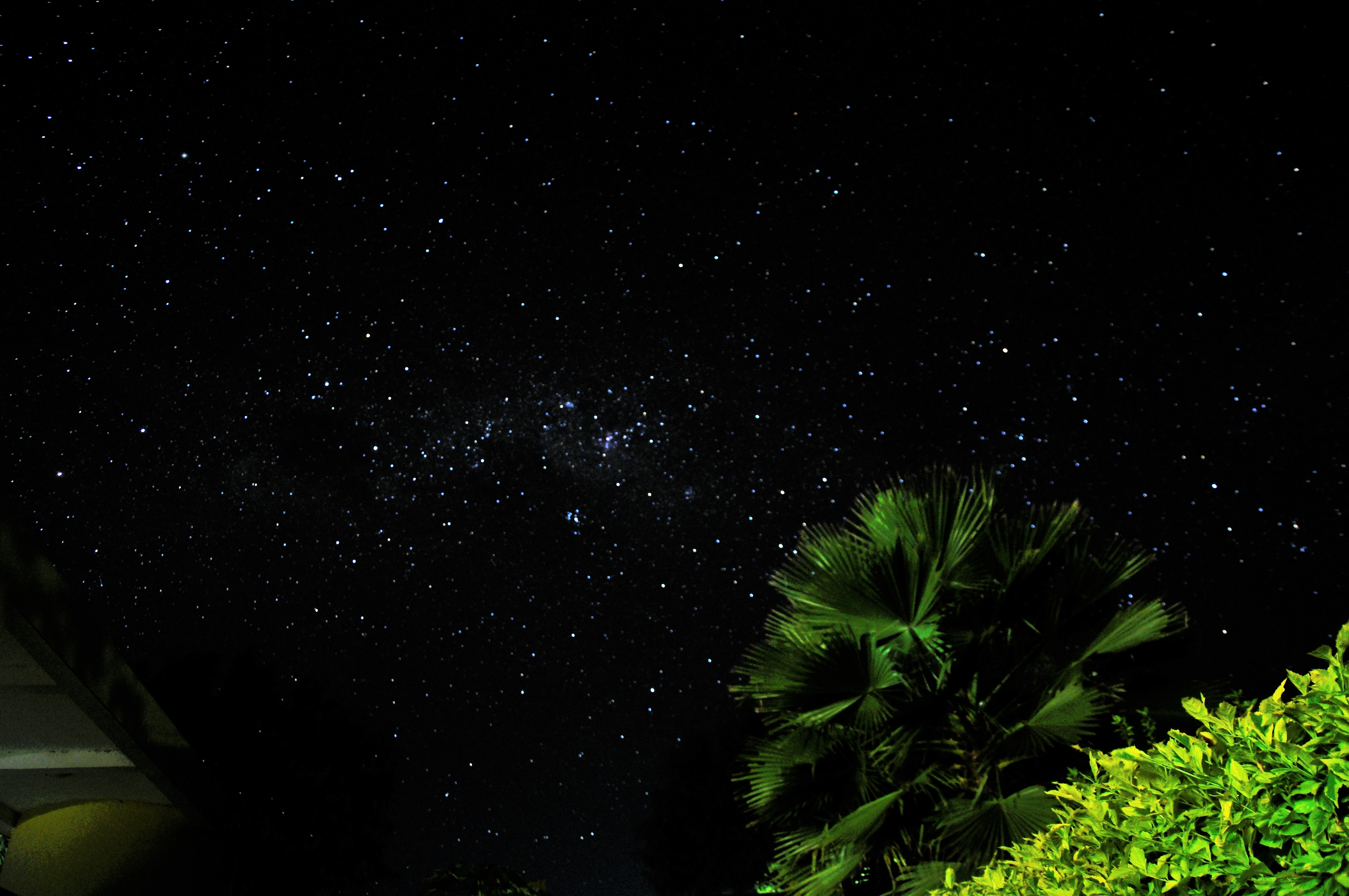
Een sterrennacht in Tanzania

Nacht is het tegenovergestelde van dag. Afhankelijk van de context kan het de periode van 18.00 tot 6.00 uur betekenen, of als men het ruimer bekijkt de periode dat het donker is. Dat laatste verschilt per jaargetijde en per plek op de wereld. De periode per etmaal dat het donker is, is aan de evenaar het hele jaar door ongeveer de helft. Naarmate verder van de evenaar gegaan wordt, varieert de lengte van het duister sterker per jaargetijde. De overgangsfase tussen dag en nacht heet de schemering.
De intensiteit van de nacht kan variëren. Bij helder weer bijvoorbeeld geeft de volle maan redelijk veel licht, zodat men bijvoorbeeld lopend een onverlicht pad kan volgen. De sterren aan de nachtelijke hemel zorgen nauwelijks voor verlichting, maar wel voor oriëntatie. Verder bestaat er zoiets als de lichte poolnacht, of grijze nacht, maar deze komt alleen in het hoge noorden voor.

## Verschillende definities
Er is geen vaste definitie van "nacht" binnen het Nederlands taalgebied. Gebruikelijk is dat om 12 uur de ochtend/morgen overgaat in de middag, en dat om 18 uur de middag overgaat in de avond. Extrapolerend zou dan de overgang van de avond naar de nacht gesteld kunnen worden op middernacht, en de overgang van de nacht naar de ochtend op 6 uur, maar dat ligt minder vast. Het hangt van iemands dagritme af of bijvoorbeeld 0.30 uur wordt geassocieerd met avond of nacht, en of 5.30 uur wordt geassocieerd met nacht of ochtend.
Regels over het voeren van verlichting of bijvoorbeeld de toegang tot een park worden vaak gerelateerd aan zonsondergang en zonsopkomst, dus niet aan de term "nacht".
Volgens Van Dale wordt een nacht genoemd naar de voorafgaande dag; "zaterdagnacht" verwijst dan bijvoorbeeld naar de vroege zondagmorgen. Daarentegen komt het omgekeerde in het dagelijkse spraakgebruik ook voor. Deze onduidelijkheid kan men ondervangen door te spreken van "in de nacht van dag x op dag y".
Bij dienstregelingen van het openbaar vervoer moet goed worden gelet op de gehanteerde conventie, "alleen op zaterdag" voor een bus die om 2 uur 's nachts rijdt kan namelijk twee betekenissen hebben. Bussen en treinen kort na middernacht worden in ieder geval vaak in de dienstregeling vermeld als aan het einde van de dag. Voor de geldigheid van plaatsbewijzen hanteren de Nederlandse Spoorwegen overlappende "dagen" van het tijdstip 0 uur tot het tijdstip 4 uur dat 28 uur later ligt (of 27 dan wel 29 uur later wanneer een overgang tussen winter- en zomertijd tussen beide tijdstippen valt).
In omroepprogrammabladen worden nachtprogramma's vaak vermeld als aan het einde van de dag. Video- en dvd-recorders beginnen (net als andere apparatuur die de datum met de tijd vermeldt zoals klokken, mobiele telefoons en computers) de nieuwe datum en dagaanduiding strikt om middernacht. Op dergelijke apparaten vindt men in afwijking van hoe woordenboek Van Dale het uiteenzet een andere dagaanduiding. Is het bijvoorbeeld twee uur in de nacht van woensdag op donderdag, dan geeft zo'n apparaat aan: "donderdag 6 april, 2.00 uur". Dit betekent in feite dat het twee uur na woensdag 24.00 uur is. Volgens woordenboek Van Dale zou men dit tijdstip dan aan moeten geven als: "woensdagnacht 2 uur".
Volgens het jodendom begint de nieuwe dag op het moment dat de avond valt. De sjabbat begint daarom op vrijdagavond bij zonsondergang. Deze interpretatie − afkomstig uit het scheppingsverhaal uit Genesis waarin de morgen/dag volgt op de avond/nacht in plaats van andersom − is door het christendom slechts in beperkte mate overgenomen. Dit komt onder meer tot uiting in de avond van 24 december, die reeds de "Kerstavond" wordt genoemd.

## Wettelijke betekenis
Het begrip nacht wordt ook in wettelijke bepalingen vastgelegd, zoals in de Nederlandse Wet geluidhinder, die er de periode tussen 23.00 uur en 7.00 uur mee definieert.

## Maatschappelijke betekenis
De nacht was vroeger een tijd waarin niet of weinig werd gewerkt. Met alleen de beschikking over een vuur of een kaars had men 's nachts te weinig licht om productief te kunnen zijn. Door de grote vooruitgang sinds de industriële revolutie op het gebied van kunstmatig licht is deze situatie drastisch veranderd; het leefpatroon van veel mensen is daardoor gewijzigd waardoor men meestal veel later opblijft dan in vroeger tijden. De 24-uurseconomie is mede hierdoor mogelijk geworden.

## Zinnebeeldige betekenis
Van oudsher wordt de nacht geassocieerd met onbekendheid en kwetsbaarheid. De nacht staat in figuurlijke zin dan ook vaak voor iets negatiefs en slechts, of voor de kwetsbaarheid van de mens. De uitdrukking Het is nacht in iemands leven betekent dat iemand een moeilijke of sombere periode doormaakt. Ook magische zaken worden veelal met de nacht geassocieerd. Met name aan het tijdstip van middernacht kent men vaak magische betekenissen toe.

## Culturele en religieuze betekenis
Ook in religieus opzicht kan "nacht" een aparte betekenis hebben. In de islam bijvoorbeeld mag er tijdens de vastenmaand ramadan alleen 's nachts worden gegeten (waarbij men de nacht dan opvat als de tijd tussen zonsondergang en zonsopgang). De overlevering wil bovendien dat tijdens de Laylat al-Qadr (Waardevolle Nacht) de eerste soera van de Koran aan de profeet Mohammed werd geopenbaard.
Het christendom kent behalve een neutraal gebruik van de term "nacht" − zie bijvoorbeeld de schepping in het Bijbelboek Genesis − ook een negatieve opvatting. De "nacht" is hierbij het terrein van het kwaad, de zonde en de duivel. Jezus Christus wordt in dat kader opgevat als het 'licht' dat de geestelijke 'duisternis' verjaagt.

## Kunstlicht
Op satellietfoto's van de aarde is goed te zien dat bepaalde dichtbevolkte delen (bijvoorbeeld West-Europa) 's nacht baden in het kunstlicht (lichtvervuiling). Het op grote schaal kunstmatig verlichten van het nachtelijk duister kan leiden tot verstoring van het dag-nacht-ritme (circadiaan ritme) van organismen. 